# Campeonato Europeo de Atletismo de 1946
El III Campeonato Europeo de Atletismo se celebró en Oslo (Noruega) entre el 23 y el 25 de agosto de 1946 bajo la organización de la Asociación Europea de Atletismo (EAA) y la Federación Noruega de Atletismo. 
Las competiciones se realizaron en el Estadio Bislett de la capital noruega.

## Resultados

### Masculino
| Evento             | Oro                                                                             | Plata                                                                | Bronce                                                                          |
| ------------------ | ------------------------------------------------------------------------------- | -------------------------------------------------------------------- | ------------------------------------------------------------------------------- |
| 100 m              | John Archer Reino Unido 10,6                                                    | Haakon Tranberg · Noruega · 10,7                                     | Carlo Monti · Italia · 10,8                                                     |
| 200 m              | Nikolai Karakulov Unión Soviética 21,6                                          | Haakon Tranberg · Noruega · 21,7                                     | Jiří David Checoslovaquia 21,8                                                  |
| 400 m              | Niels Holst-Sørensen Dinamarca 47,9                                             | Jacques Lunis Francia 48,3                                           | Derek Pugh Reino Unido 48,9                                                     |
| 800 m              | Rune Gustafsson · Suecia · 1:51,0                                               | Niels Holst-Sørensen Dinamarca 1:51,1                                | Marcel Hansenne Francia 1:51,2                                                  |
| 1.500 m            | Lennart Strand · Suecia · 3:48,0                                                | Henry Eriksson · Suecia · 3:48,8                                     | Erik Jørgensen Dinamarca 3:52,8                                                 |
| 5.000 m            | Sydney Wooderson Reino Unido 14:08,6                                            | Willem Slijkhuis · Países Bajos · 14:14,0                            | Evert Nyberg · Suecia · 14:23,2                                                 |
| 10.000 m           | Viljo Heino · Finlandia · 29:52,0                                               | Helge Perälä · Finlandia · 30:31,4                                   | András Csaplár · Hungría · 30:35,2                                              |
| 110 m vallas       | Håkan Lidman · Suecia · 14,6                                                    | Hippolyte Braekman · Bélgica · 14,9                                  | Väinö Suvivuo · Finlandia · 15,0                                                |
| 400 m vallas       | Bertel Storskrubb · Finlandia · 52,2                                            | Sixten Larsson · Suecia · 52,4                                       | Rune Larsson · Suecia · 52,5                                                    |
| 3.000 m obstáculos | Raphaël Pujazon Francia 9:01,4                                                  | Erik Elmsäter · Suecia · 9:11,0                                      | Tore Sjöstrand · Suecia · 9:14,0                                                |
| 10 km marcha       | John Mikaelsson · Suecia · 46:05,2                                              | Fritz Schwab · Suiza · 47:03,6                                       | Emile Maggi Francia 48:10,4                                                     |
| 50 km marcha       | John Ljunggren · Suecia · 4:38:20                                               | Henry Forbes Reino Unido 4:42:58                                     | Charles Megnin Reino Unido 4:57:04                                              |
| Maratón            | Mikko Hietanen · Finlandia · 2:24:55                                            | Väinö Muinonen · Finlandia · 2:26:08                                 | Yakov Punko Unión Soviética 2:26:21                                             |
| Salto de altura    | Anton Bolinder · Suecia · 1,99 m                                                | Alan Paterson Reino Unido 1,96 m                                     | Nils Nicklen · Finlandia · 1,93 m                                               |
| Salto con pértiga  | Allan Lindberg · Suecia · 4,17                                                  | Nikolai Ozolin Unión Soviética 4,10                                  | Jan Bém Checoslovaquia 4,10                                                     |
| Salto de longitud  | Olle Laessker · Suecia · 7,42                                                   | Lucien Graff · Suiza · 7,40                                          | Miroslav Řihošek Checoslovaquia 7,29                                            |
| Salto triple       | Valdemar Rautio · Finlandia · 15,17                                             | Bertil Johnsson · Suecia · 15,15                                     | Arne Åhman · Suecia · 14,96                                                     |
| Peso               | Gunnar Huseby Islandia 15,56                                                    | Dmitri Goriainov Unión Soviética 15,25                               | Yrjö Lehtilä · Finlandia · 15,23                                                |
| Disco              | Adolfo Consolini · Italia · 53,23                                               | Giuseppe Tosi · Italia · 50,39                                       | Veikko Nyqvist · Finlandia · 48,14                                              |
| Martillo           | Bo Ericson · Suecia · 56,44                                                     | Erik Johansson · Suecia · 53,54                                      | Duncan McDougall Clark Reino Unido 51,32                                        |
| Jabalina           | Lennart Atterwall · Suecia · 68,74                                              | Yrjö Nikkanen · Finlandia · 67,50                                    | Tapio Rautavaara · Finlandia · 66,40                                            |
| 4 x 100 m          | Suecia · 41,5 · Stig Danielsson · Inge Nilsson · Olle Laessker · Stig Håkansson | Francia 42,0 Agathon Lepève Julien Lebas Pierre Gonon René Valmy     | Checoslovaquia 42,5 Mirko Paráček Leopold Láznička Miroslav Řihošek Jiří David  |
| 4 x 400 m          | Francia 3:14,4 Bernard Santona Yves Cros Robert Chef d’Hotel Jacques Lunis      | Reino Unido 3:14,5 Ronald Ede Derek Pugh Bernard Elliot Bill Roberts | Suecia · 3:15,0 · Folke Alnevik · Stig Lindgård · Sven-Erik Nolinge · Tore Sten |
| Decatlón           | Godtfred Holmvang · Noruega · 6.987 pts.                                        | Sergei Kuznetsov Unión Soviética 6.930 pts.                          | Göran Waxberg · Suecia · 6.661 pts.                                             |

### Femenino
| Evento            | Oro | Plata                                                                       | Bronce                                                                                      |
| ----------------- | --- | --------------------------------------------------------------------------- | ------------------------------------------------------------------------------------------- |
| 100 m             | Evgeniya Sechenova Unión Soviética 11,9                                                                      | Winifred Jordan Reino Unido 12,1                                            | Claire Bresolles Francia 12,2                                                               |
| 200 m             | Evgeniya Sechenova Unión Soviética 25,4                                                                      | Winifred Jordan Reino Unido 25,6                                            | Léa Caurla Francia 25,6                                                                     |
| 80 m vallas       | Fanny Blankers-Koen · Países Bajos · 11,8                                                                    | Yelena Gokieli Unión Soviética 11,9                                         | Valentina Fokina Unión Soviética 11,9                                                       |
| Salto de altura   | Anne-Marie Colchen Francia 1,60 m                                                                            | Alexandra Chudina Unión Soviética 1,57 m                                    | Anne Iversen Dinamarca 1,57 m                                                               |
| Salto de longitud | Gerda van der Kade-Koudijs · Países Bajos · 5,67                                                             | Lidia Gaile Unión Soviética 5,66                                            | Valentina Vasilieva Unión Soviética 5,63                                                    |
| Peso              | Tatiana Sevriukova Unión Soviética 14,16                                                                     | Micheline Ostermeyer Francia 12,84                                          | Amelia Piccinini · Italia · 12,21                                                           |
| Disco             | Nina Dumbadze Unión Soviética 44,52                                                                          | Ann Niesink · Países Bajos · 40,46                                          | Jadwiga Wajsówna · Polonia · 39,37                                                          |
| Jabalina          | Klavdiya Mayuchaya Unión Soviética 46,25                                                                     | Liudmila Anokina Unión Soviética 45,84                                      | Johanna Koning · Países Bajos · 43,24                                                       |
| 4 x 100 m         | Países Bajos · 47,8 · Gerda van der Kade-Koudijs · Netty Witziers-Timmer · Marta Adema · Fanny Blankers-Koen | Francia 48,5 Léa Caurla Anne-Marie Colchen Claire Bresolles Monique Drichon | Unión Soviética 48,7 Yevgeniya Sechenova Valentina Fokina Elene Gokieli Valentina Vasilyeva |

## Medallero
| Núm. | País           | Oro | Plata | Bronce | Total |
| ---- | -------------- | --- | ----- | ------ | ----- |
| 1    | Suecia         | 11  | 5     | 6      | 22    |
| 2    | URSS           | 6   | 7     | 4      | 17    |
| 3    | Finlandia      | 4   | 3     | 5      | 12    |
| 4    | Francia        | 3   | 4     | 4      | 11    |
| 5    | Países Bajos   | 3   | 2     | 1      | 6     |
| 6    | Reino Unido    | 2   | 5     | 3      | 10    |
| 7    | Noruega        | 1   | 2     | 0      | 3     |
| 8    | Dinamarca      | 1   | 1     | 2      | 4     |
| 8    | Italia         | 1   | 1     | 2      | 4     |
| 10   | Islandia       | 1   | 0     | 0      | 1     |
| 11   | Suiza          | 0   | 2     | 0      | 2     |
| 12   | Bélgica        | 0   | 1     | 0      | 1     |
| 13   | Checoslovaquia | 0   | 0     | 4      | 4     |
| 14   | Hungría        | 0   | 0     | 1      | 1     |
| 14   | Polonia        | 0   | 0     | 1      | 1     |
|      | TOTAL          | 33  | 33    | 33     | 99    |